# Lee Chae-yeon
Lee Chae-yeon (em coreano: 이채연 (hangul); 李蔡姸 (hanja); romaniz.: I Chae-yeon (Romanização revisada); Yi Ch'ae-yŏn (McCune–Reischauer); nascida em Nonsan, Chungcheong do Sul, Coreia do Sul, em 11 de janeiro de 2000) mais frequentemente creditada na carreira musical apenas como Chaeyeon, é uma dançarina, compositora e cantora sul-coreana. Foi conhecida por ser integrante do grupo feminino Iz*One, formado através do reality show Produce 48, produzido pela Mnet. Também fez parte dos reality shows K-pop Star, da SBS, e Sixteen, também da Mnet.

## Carreira
Lee Chae-yeon nasceu em Yongin, Gyeonggi, e mudou-se para Seul com sua família em junho de 2000, quando tinha apenas cinco meses de idade. Participou no programa de televisão K-pop Star, da SBS, em 2013. Em 2015, Lee Chae-yeon participou do reality show Sixteen, produzido pela Mnet e a JYP Entertainment. O reality show deu origem ao grupo feminino TWICE, porém, Chae-yeon foi eliminada no terceiro episódio.
Em 2017, Chae-yeon deixou sua agência, a JYP Entertainment, e assinou com a WM Entertainment.  No ano seguinte, participou do programa de sobrevivência Produce 48, produzido pelo canal de televisão sul-coreano Mnet. O reality foi uma colaboração entre Produce 101 e o grupo japonês AKB48. Das noventa e seis concorrentes iniciais, os doze finalistas foram escolhidos por votos do público e anunciado ao vivo pelo canal Mnet, formando o grupo feminino Iz One, do qual Chae-yeon fez parte.
No ano de de 2019, quando o IZ One fez eu primeiro Comeback com o álbum HEART*IZ, Chaeyeon foi creditada como compositora na versão coreana da faixa anteriormente lançada em japonês, "Gokigen Sayonara (Korean ver.) (기분 좋은 안녕)".

## Filmografia

### Programas de variedades
| Ano  | Emissora | Título     | Papel        |
| ---- | -------- | ---------- | ------------ |
| 2013 | SBS      | K-pop Star | Participante |
| 2015 | Mnet     | Sixteen    | Participante |
| 2018 | Mnet     | Produce 48 | Vencedora    |
| 2018 | Mnet     | IZ*ONE CHU | Ela mesma    |